# Thurageau

Thurageau este o comună în departamentul Vienne, Franța. În 2009 avea o populație de 821 de locuitori.